# Haßlinghausen
Die ehemalige Gemeinde Haßlinghausen ist einer von sechs Stadtbezirken der Stadt Sprockhövel im Ennepe-Ruhr-Kreis. Das Rathaus der Stadt Sprockhövel befindet sich in der Ortschaft Haßlinghausen.

## Lage und Beschreibung
Haßlinghausen liegt im Süden der Gebietskörperschaft Sprockhövel und grenzt im Südwesten an Wuppertal (Stadtteil Nächstebreck), im Osten an Gevelsberg und im Süden an Schwelm. Von Nordwesten bis Nordosten wird Haßlinghausen von den Sprockhöveler Stadtteilen Gennebreck, Sprockhövel und Hiddinghausen umgeben. Durch den Hauptort führt die Landesstraße L58 (ehemals Bundesstraße 51), von der im Zentrum die Landesstraße L666 abzweigt. Östlich des Zentrums beginnt die Bundesstraße 234, die Bundesautobahn 43 durchquert den Stadtteil in Nord-Süd-Richtung.
Haßlinghausen besteht neben dem Hauptort aus zahlreichen Außenortschaften und Hofschaften wie Berzhäuschen, Brockenberg, Bruchhausen, Dahl, Dellwig, Drögenpütt, Eckhöfchen, Flockenhaus, Gangelshausen, Grüner Weg, Halloh, Hedtberg, Hedtbleck, Hellmannsbruch, Hermessiepen, Hobeuken, Hofuhr, Horntenhütte, Kortenstraße, Landringhausen, Lempe, Oerden, Paradies, Philippshausen, Rennebaum, Scharlicke, Scheidung, Schee, Scherenberg, Scheven, Schevener Holz, Schlöppe, Sondern, Spurholz, Stefansbecke, Sundern, Teswinkel, Uhlenberg, Weuste und Wiggers.
Haßlinghausen liegt auf der naturräumlichen Einheit Haßlinghauser Rücken und ist dessen Namensgeber.

## Wander- und Radwege
Haßlinghausen kann auf der zu einem Rad- und Wanderweg umgebauten Bahnstrecke Schee–Silschede durchquert werden (Von-Ruhr-zur-Ruhr-Radweg). Weitere Wanderwege sind der Haßlinghauser Rundweg und der Deutschlandweg. Der Harkortweg (X17) führt auf der Etappe zwischen Niedersprockhövel (Hammertal) und Gevelsberg durch den Ort.

## Geschichte
Haßlinghausen wurde erstmals im Jahre 1304 mit Henricus de Hastlinchusen urkundlich erwähnt. Der Ort gehörte im Spätmittelalter und der Frühen Neuzeit in eigener Bauerschaft (In der Hastynkhuser bur) im Amt Wetter und Hochgericht Schwelm zur Grafschaft Mark. Laut dem Schatzbuch der Grafschaft Mark von 1486 hatten die 22 Steuerpflichtigen in der Bauerschaft zwischen ½ Goldgulden und zwölf Goldgulden an Abgabe zu leisten. Im Jahre 1705 waren in der vergrößerten Haßlinghauser Baurschafft 61 Steuerpflichtige mit Abgaben an die Rentei Wetter im Kataster verzeichnet.
Die Deutung des Ortsnamens kann mit bei den Häusern der Leute des Hastilỏ umschrieben werden.
Unter französischer Herrschaft wurde 1806 die Mairie Haßlinghausen im Arrondissement Hagen des Département Ruhr im Großherzogtum Berg eingerichtet. 1815 kam das französisch besetzte Gebiet zu Preußen.
1887 wurde Haßlinghausen durch die Bahnstrecke Schee–Silschede an das Bahnnetz angeschlossen. Die Zeche Deutschland und die Haßlinghauser Hütte waren Ende des 19. Jahrhunderts die größten Industriebetriebe im Ort.
Der Stadtteil war bis Gründung der Stadt Sprockhövel am 1. Januar 1970 eine eigenständige Gemeinde und Sitz des Amtes Haßlinghausen im Kreis Hagen (bis 1887), im Kreis Schwelm (bis 1929) und im Ennepe-Ruhr-Kreis (bis 1970). Die kommunale Selbständigkeit der Gemeinde und des Amtes Haßlinghausens endete mit dem Übergang zur Stadt Sprockhövel (Düsseldorf-Gesetz). Dabei mussten kleinere Teile des östlichen Gemeindegebietes im Bereich des Autobahnkreuzes Wuppertal-Nord und Schmiedestraße an Wuppertal abgeben werden.

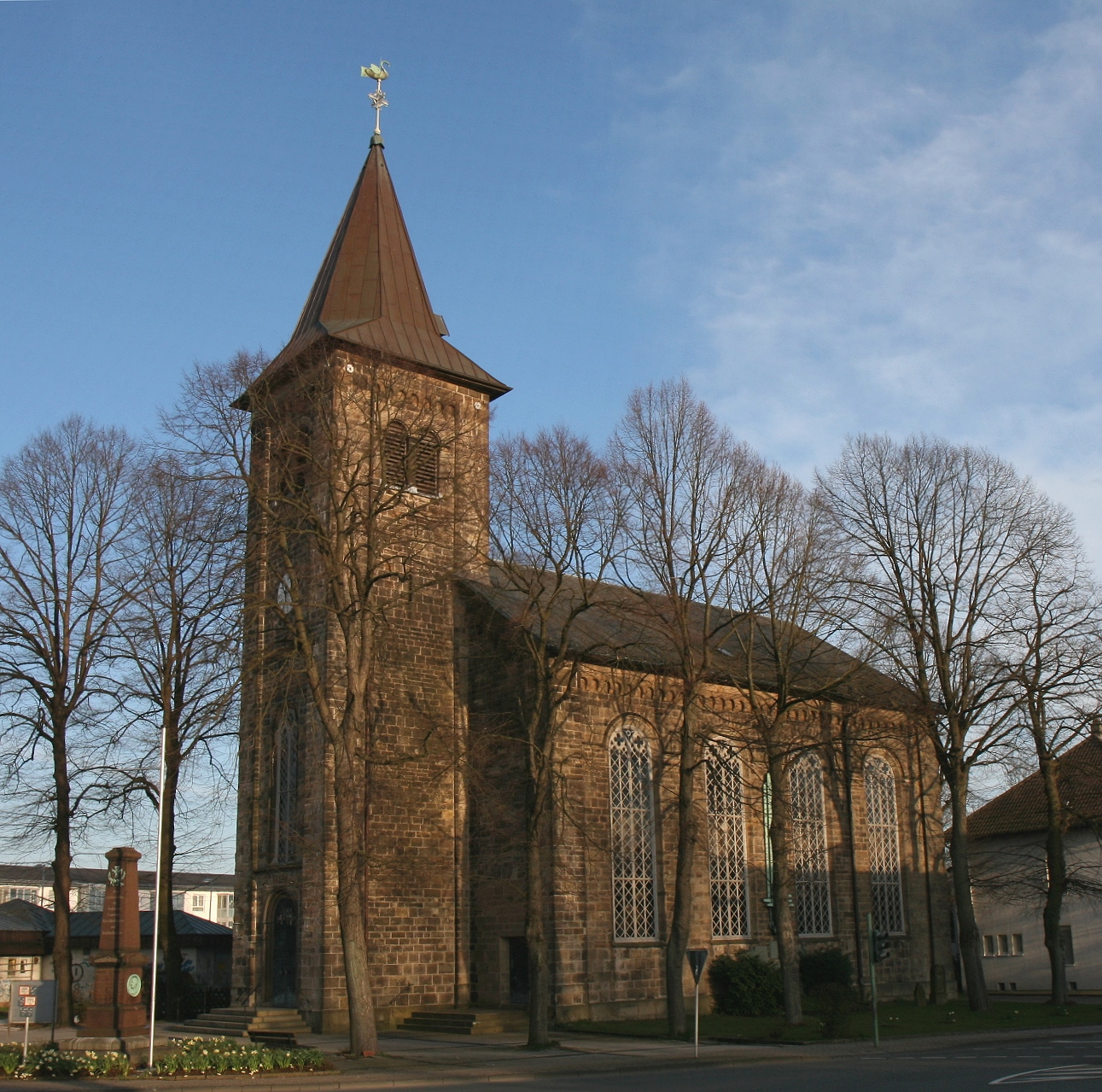
Ev. Kirche Haßlinghausen
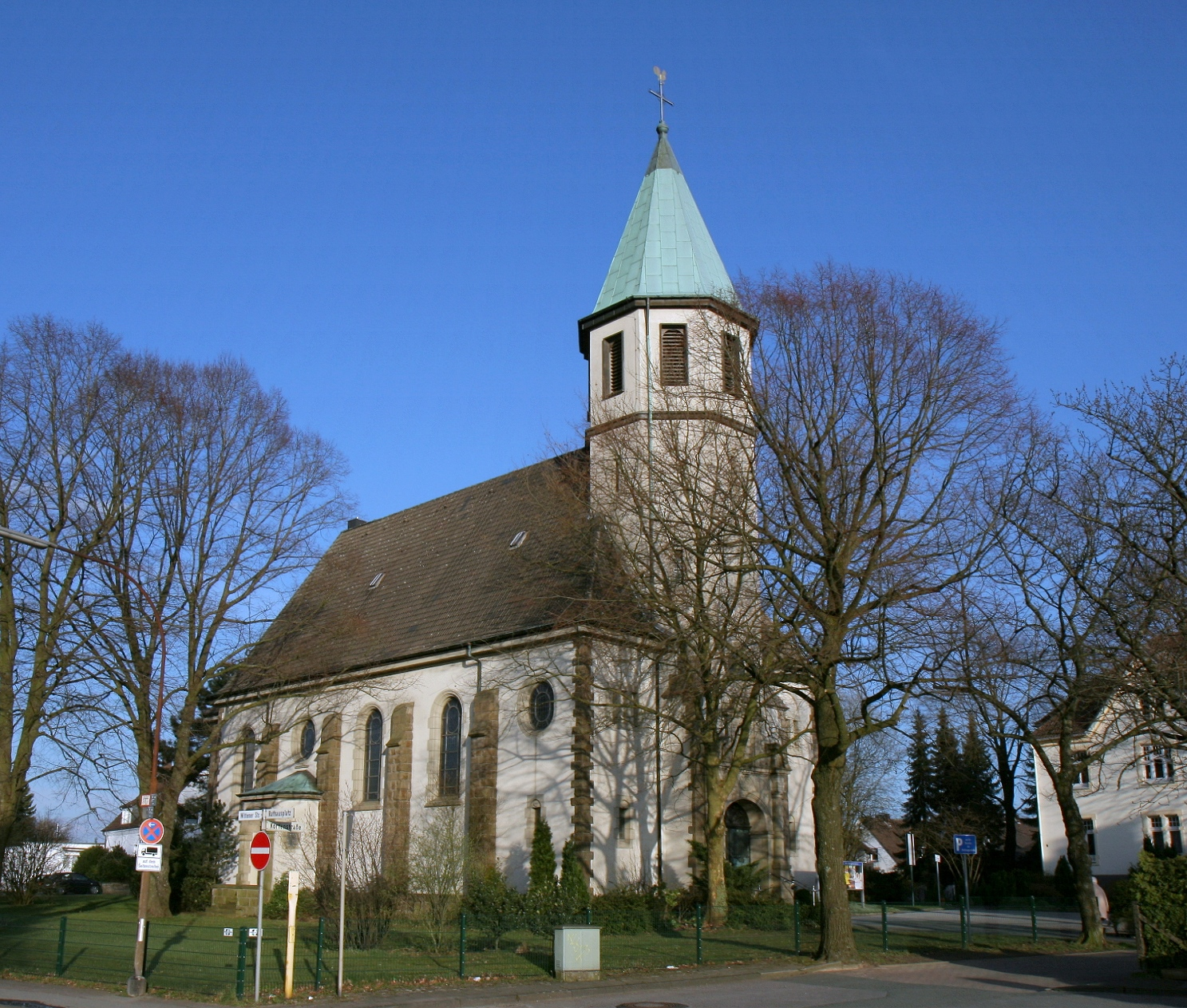
Kath. Kirche St. Josef
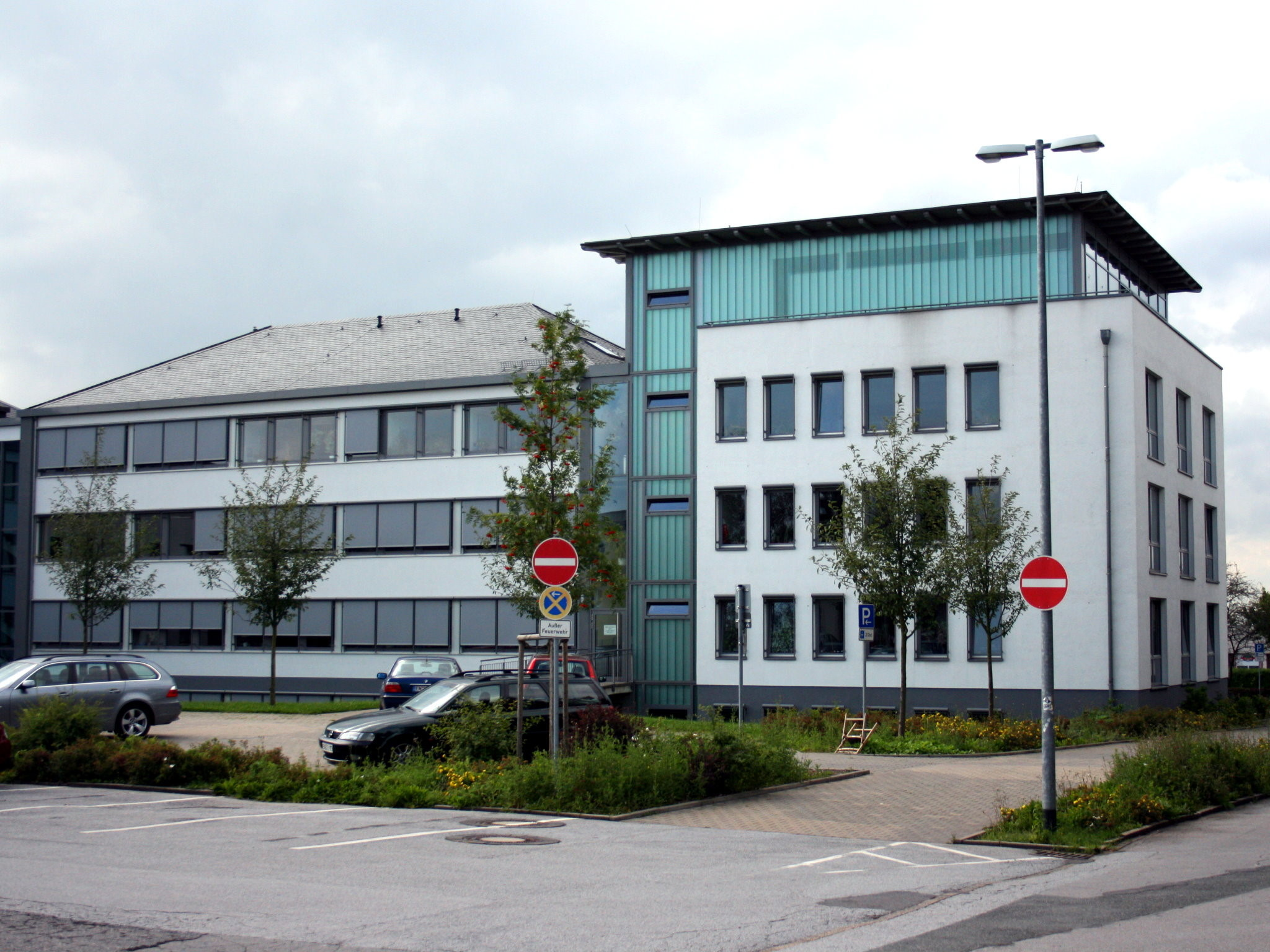
Rathaus Sprockhövel in Haßlinghausen
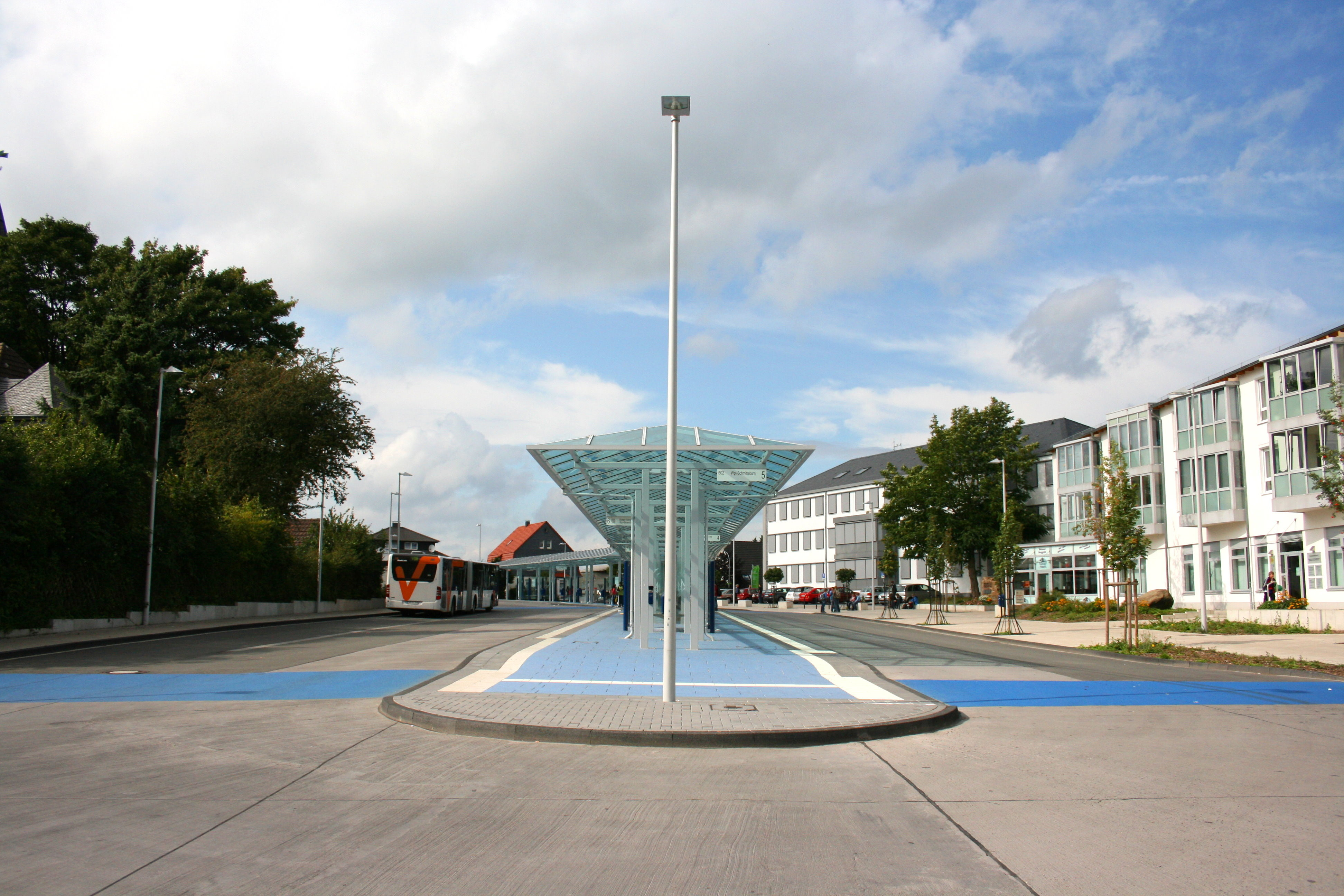
Busbahnhof, Nikolaus-Groß-Platz

## Sehenswürdigkeiten
Im Stadtteil Haßlinghausen befindet sich eine personenbefördernde Gartenbahn mit 127 mm (5 Zoll) und 184 mm (7¼ Zoll) Spurweite, die vom 2004 gegründeten Dampf-Bahn-Club Sprockhövel betrieben wird. Zwischen April und September veranstaltet der Verein monatlich öffentliche Fahrtage.

## Bedienung ÖPNV
Der Ortsteil ist durch einen zentralen Busbahnhof am ÖPNV angebunden.
| Linie | Verlauf | Takt (Mo–Fr)                                                                                         | Betreiber      |
| ----- | --- | --- | -------------- |
| SB37  | Bochum Hbf – Schauspielhaus – Bochum-Wiemelhausen – Bochum-Stiepel – Hattingen-Welper – Hattingen Mitte – Niedersprockhövel Kirche – Haßlinghausen Busbahnhof – Schwelm Bf – Ennepetal Busbahnhof                    | 30 min (Bochum–Haßlinghausen) 60 min (Haßlinghausen–Ennepetal)                                       | Bogestra / VER |
| SB67  | Wuppertal Hbf – Haßlinghausen Busbahnhof – Niedersprockhövel Kirche – Herbede Mitte – Freizeitbad Heveney – Heven Dorf – Ruhr-Universität                                                                            | 60 min                                                                                               | VER            |
| 330   | Hattingen Mitte – Sprockhövel-Niedersprockhövel Kirche – Haßlinghausen Busbahnhof | 120 min                                                                                              | VER            |
| 379   | Harpen, Ruhr-Park – Werne Amt – Bochum-Langendreer – Langendreer Markt – Langendreerholz – Witten Rathaus – Witten Hbf – Witten-Bommern Bf – Bommern Mitte – Bommeraner Heide – Durchholz – Haßlinghausen Busbahnhof | 60 min                                                                                               | Bogestra       |
| 551   | Ennepetal-Voerde – Ennepetal Busbahnhof – Ennepetal (Gevelsberg) Bahnhof – Gevelsberg Hbf – Sprockhövel – Haßlinghausen Busbahnhof – Sprockhövel-Hiddinghausen                                                       | 30 min                                                                                               | VER            |
| 557   | Schwelm, Blücherstraße – Schwelm Bf – Sprockhövel, Stefansbecke – Haßlinghausen Busbahnhof | 60 min                                                                                               | VER            |
| 583   | Wuppertal, Birkenhof – Sprockhövel-Gennebreck – Niedersprockhövel Kirche – Haßlinghausen Busbahnhof | einzelne Fahrten an Schultagen                                                                       | VER            |
| 584   | Haßlinghausen Busbahnhof – Wetter-Wengern, Esborn | einzelne Fahrten an Schultagen                                                                       | VER            |
| 593   | Haßlinghausen Busbahnhof – Wetter-Albringhausen – Wetter-Esborn – Wetter-Wengern – Wetter-Oberwengern – Wetter Bf | 60 min                                                                                               | VER            |
| 602   | ((Wuppertal-Barmen, Schmitteborn –) Wuppertal-Heckinghausen, Lenneper Str.) – Wuppertal-Oberbarmen Bahnhof – Wuppertal-Nächstebreck, Schmiedestraße – Haßlinghausen Busbahnhof                                       | 20 min (Haßlingen – Wuppertal-Oberbarmen Bahnhof) 60 min (W-Oberbarmen – W-Heckinghausen / W-Barmen) | WSW            |
| NE4   | Bochum Hbf – Wiemelhausen – Stiepel – HAT-Welper – Hattingen Mitte – Niedersprockhövel Kirche – Haßlinghausen Busbahnhof - Schwelm Bf                                                                                | 60 min                                                                                               | Bogestra / VER |